# KV-85

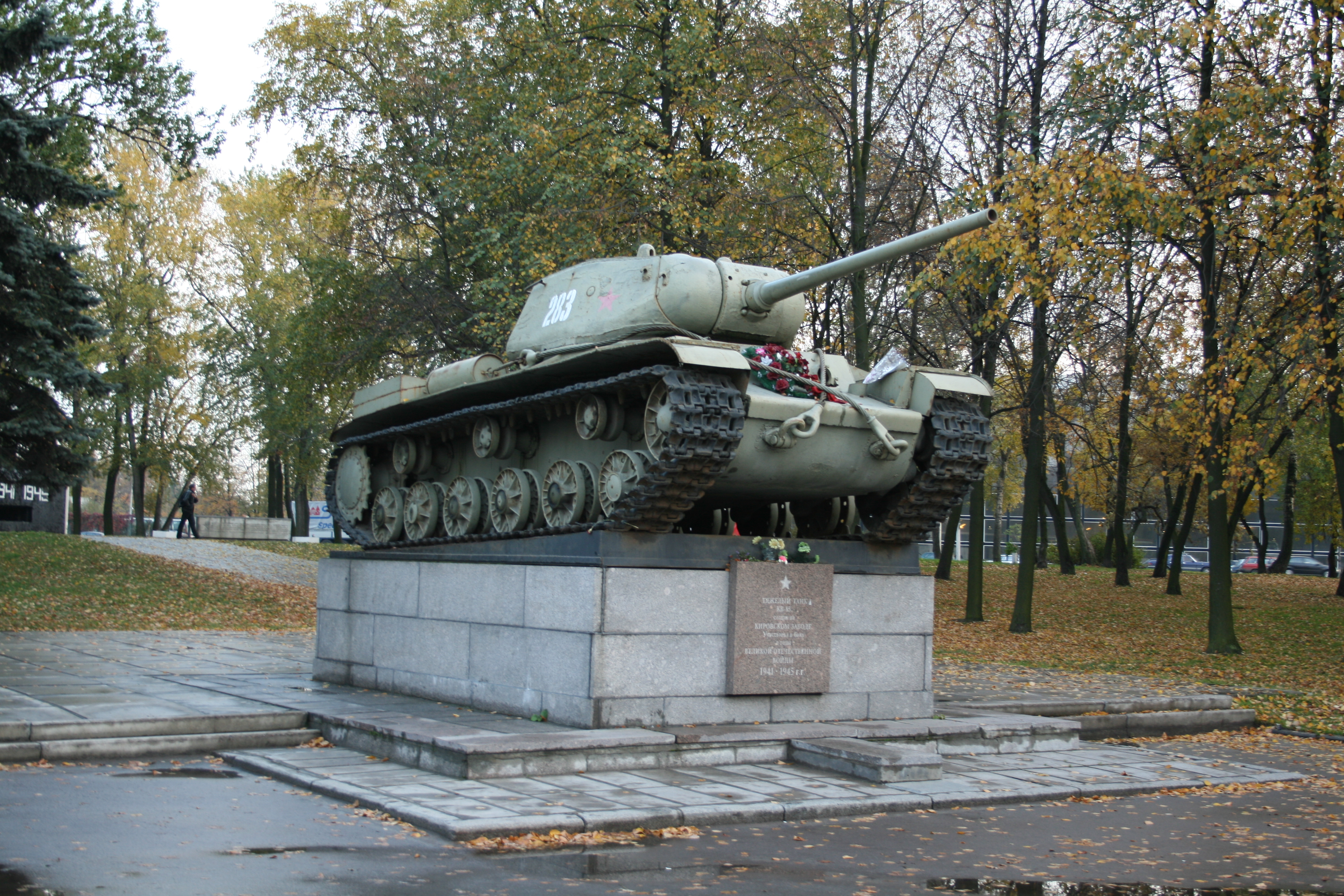
En sovjetisk stridsvagn av typen KV-85 i Avtovo utanför Sankt Petersburg, Ryssland

KV-85 var en sovjetisk stridsvagn under andra världskriget. Förkortningen KV (som betyder "Kliment Vorosjilov", efter en sovjetisk politiker och krigshjälte från tiden för det ryska inbördeskriget) var den officiella benämningen på serietillverkade tunga sovjetiska stridsvagnar åren 1940-1943. Indexbeteckningen 85 står för kalibern hos stridsvagnens huvudbeväpning (85 mm).